# Identity Evropa
Identity Evropa, relansată sub denumirea de American Identity Movement în martie 2019, este o organizație americană neonazistă și supremațistă înființată în martie 2016. Grupul este caracterizat drept organizație supremațistă de către Anti-Defamation League și un grup care promovează ura de către Southern Poverty Law Center.
Liderii și membrii Identity Evropa - precum liderul Eli Mosley - au lăudat Germania Nazistă și au militat în mod public pentru o așa-numită „nazificare a Americii”. Sloganul „You will not replace us” (în română Nu ne veți înlocui) aparține grupului și a fost adoptat recent de către mișcările supremațiste. În încercarea de a atrage noi membri, Identity Evropa s-a aliat cu mișcarea naționalistă alt-right și cu mișcarea identitară, și au distribuit fluturași, postere și abțibilduri în campusurile universitare. Este considerată una dintre organizațiile care au contribit la răspândirea naționalismului alb în Statele Unite.
Începând din martie 2018, s-a observat o scădere a numărului din membri, situație întâlnită și în cazul altor grupuri alt-right, ca urmare a măsurilor luate după mediatizarea manifestației din Charlottesville din 2017. În martie 2019, după publicarea a peste 770.00 de mesaje de pe website-ul Discord de către organizația nonprofit de stânga Unicorn Riot, Patrick Casey, liderului grupului, a relansat organizația sub denumirea de „American Identity Movement”.

## Istoric
Fondatorul organizației, Nathan Damigo, se autocaracterizează drept un membru al mișcării identitare. Damigo a crescut în San Jose, California și a fost membru al infanteriei marine a Statelor Unite între 2004-2007. În noiembrie, 2007, Damigo a jefuit un taximetrist în La Mesa, California pe motiv că acesta ar fi irakian. Acesta a fost condamnat pentru jaf armat și închis în penitenciarul comitatului timp de un an și încă patru într-o inchisoare statală. A declarat cu privire la acest evenient că „este ceva de care cu siguranță nu sunt mândru”, considerându-și comportamentul ca fiind influențat de „problemele majore” apărute după întoarcerea din Irak.
În închisoare, Damigo a început să citească lucrările unor persoane asociate extremei-drepte, inclusiv a fostului Imperial Wizard David Duke. Acesta a fost influențat concomitent de J. Philippe Rushton și Nicholas Wade. După eliberare în 2014, Damigo a condus National Youth Front, aripa tânără a Partidului Libertatea Americană. Grupul este considerat drept unul care promovează ura de către Southern Poverty Law Center și Anti-Defamation League. SPCL menționează cu privire la acesta că a fost înființat de „skinhead-ii rasiști din California de Sud care își doresc deportarea imigranților și reîntoarcerea conducerii Statelor Unite în mâinile albilor”. Aripa organizației a fost mai târziu desființată. Damigo a fondat Identity Evropa în martie 2016. Activitățile sale cu „organizații rasiste” au fost renegate de către tatăl său.
După întâmplările petrecute în cadrul manifestației Unite the Right, calitatea de lider a fost preluată de Elliot Kline, aka Eli Mosley. Grupul a participat în planificarea discursului din 19 octombrie, 2017 a lui Richard Spencer, un supremațist, susținut la Universitatea din Florida. Pe lângă Spencer, Mosley și bloggerul Mike Enoch au fost alte persoane care au luat cuvântul. Evenimentul a atras în jur de 2.500 de protestatari, depășind cu mult numărul susținătorilor lui Spencer.

## Ideologie
Identity Evropa este o organizație neonazistă și supremațistă; aceasta susține convingerile supremațismului și separatismului alb. De asemenea, grupul susține segregarea rasială. Se consideră drept „o generație de europeni regăsiți” care „se opun celor care ne defăimează istoria și moștenirea culturală bogată”. Damigo o descrie drept o „organizație identitară” și afirmă că scopul acesteia este să „acționeaze ca o a cincea coloană, modificând în timp edificiul stabilimentului nostru politic” în favoarea unuia care susține interesele albilor. Purtătorul de cuvând și administratorul Identity Evropa, Reinhard Wolff, declară că organizația este implicată într-un „război cultural” prin care încearcă să creeze o țară cu „90% populație albă”.
Sloganul supremațist „You will not replace us” își are originea în acest grup, conform Anti-Defamation League, după ce Damigo și alți membri au apărut în fața camerei scandând cuvintele în tipul proiectului HEWILLNOTDIVIDE.US la Museum of Moving Mage în New York în anul 2017.
Identity Evropa nu le permite evreilor să obțină statutul de membru pe motiv că evrei nu sunt de origine europeană. Doar cei de „origine europeană, nonsemitică” se pot alătura grupului. Damigo a declarat că „puterea evreiască, influența evreiască” a fost „extraordinar de negativă pentru persoanele de origine europeană”. A refuzat să spună dacă neagă sau nu Holocaustul.
Anti-Defamation League a descris Identity Evropa drept un grup supremațist, iar Southern Poverty Law Center, organizație care urmărește activitatea grupurilor extremiste din Statele Unite, a caracterizat-o drept un grup care promovează ură. Mark Potok, director al SPLC, declară că Identity Evropa este doar materializarea curentă a mișcării supremațiste și nu sunt altceva decât o versiune mai cochetă a Klanului. Anna North, redactor pentru New York Times, declară că în spatele mândriei rasiale și a identității culturale europene organizația promovează de fapt rasismul.

## Alte surse
- Cott, Emma (5 februarie, 2018). "How Our Reporter Uncovered a Lie That Propelled an Alt-Right Extremist's Rise"